# Betlejem (Krzeszów)
Betlejem (niem. Bethlehem) – nieoficjalny przysiółek wsi Krzeszów w Polsce położony w województwie dolnośląskim, w powiecie kamiennogórskim, w gminie Kamienna Góra. W latach 1975–1998 miejscowość należała administracyjnie do województwa jeleniogórskiego.
Przysiółek leży 2 km na zachód od Krzeszowa, u podnóża stoku Anielskiej Góry w Górach Kruczych, w sąsiedztwie potoku Cedron.
Znajduje się tu drewniany pawilon na wodzie (na stawie) z malowidłami Georga Neunhertza odnoszącymi się do Starego Testamentu, związanymi treściowo z wodą.

## Historia
Betlejem zostało założone w latach 1676-1680, przez opata krzeszowskiego Bernarda Rosę, który wzorował się rzekomo na podobnym obiekcie w klasztorze augustianów w Pradze. Opat Rosa był też inicjatorem budowy w latach 1672-1678 Kalwarii, poprowadzonej również przez Betlejem. Wówczas to miejscowy potok przemianowano na biblijny Cedron. Jako pierwszy obiekt wzniesiono kaplicę betlejemską, w której cystersi krzeszowscy tradycyjnie odprawiali pasterkę. Przy kaplicy powstała drewniana pustelnia. Pierwszym pustelnikiem w latach 1681-1720 był franciszkanin E.A. Leonhard, a po nim do 1723 r. mieszkał tu Tadeusz Matulewicz z Litwy. Od 1763 r. władze pruskie oficjalnie zakazały rezydować pustelnikom, ale aż do kasaty dóbr klasztornych w 1810 r., mieszkał tu jako dozorca stawu F. Baumert. W sąsiedztwie kaplicy opat Rosa wzniósł na stawie drewniany pawilon letni. Pawilon służył też jako kąpielisko, ze względu na lecznicze właściwości wód ze źródła i stawu. Po sekularyzacji dóbr klasztornych w 1810 r. cały zespół podupadł, a kaplicę zamieniono na magazyn (według niektórych zapisków na piwiarnię). Dopiero potem przebudowano jej wnętrze w obecnej postaci. W XIX w. Betlejem stało się popularnym celem wycieczek z Krzeszowa, wówczas wzniesiono też obszerną gospodę z ogródkową restauracją, która miała też 8 miejsc noclegowych. Od dawna w Betlejem istniała leśniczówka. W 1907 r. na stawie urządzono ujęcie wody dla Kamiennej Góry.
Po 1945 r. Betlejem zmieniło swój charakter, tracąc funkcję sakralną. Zaprzestała działalności gospoda, a w jej zabudowaniach ulokowano ośrodek wczasowo-kolonijny. W zabudowaniach leśniczówki umieszczono nadleśnictwo, obejmujące znaczną część Gór Kruczych. Dopiero w ostatnich latach trwały próby przywrócenia pierwotnego charakteru, m.in. przeprowadzono konserwacje pawilonu opackiego. Zabezpieczono też kaplicę betlejemską. Staw obecnie – tak samo jak kiedyś – jest ujęciem wody.

## Budynki
Betlejem składa się z kaplic, pawilonu opackiego, budynku mieszkalnego i dawnej gospody.

### Budynki sakralne

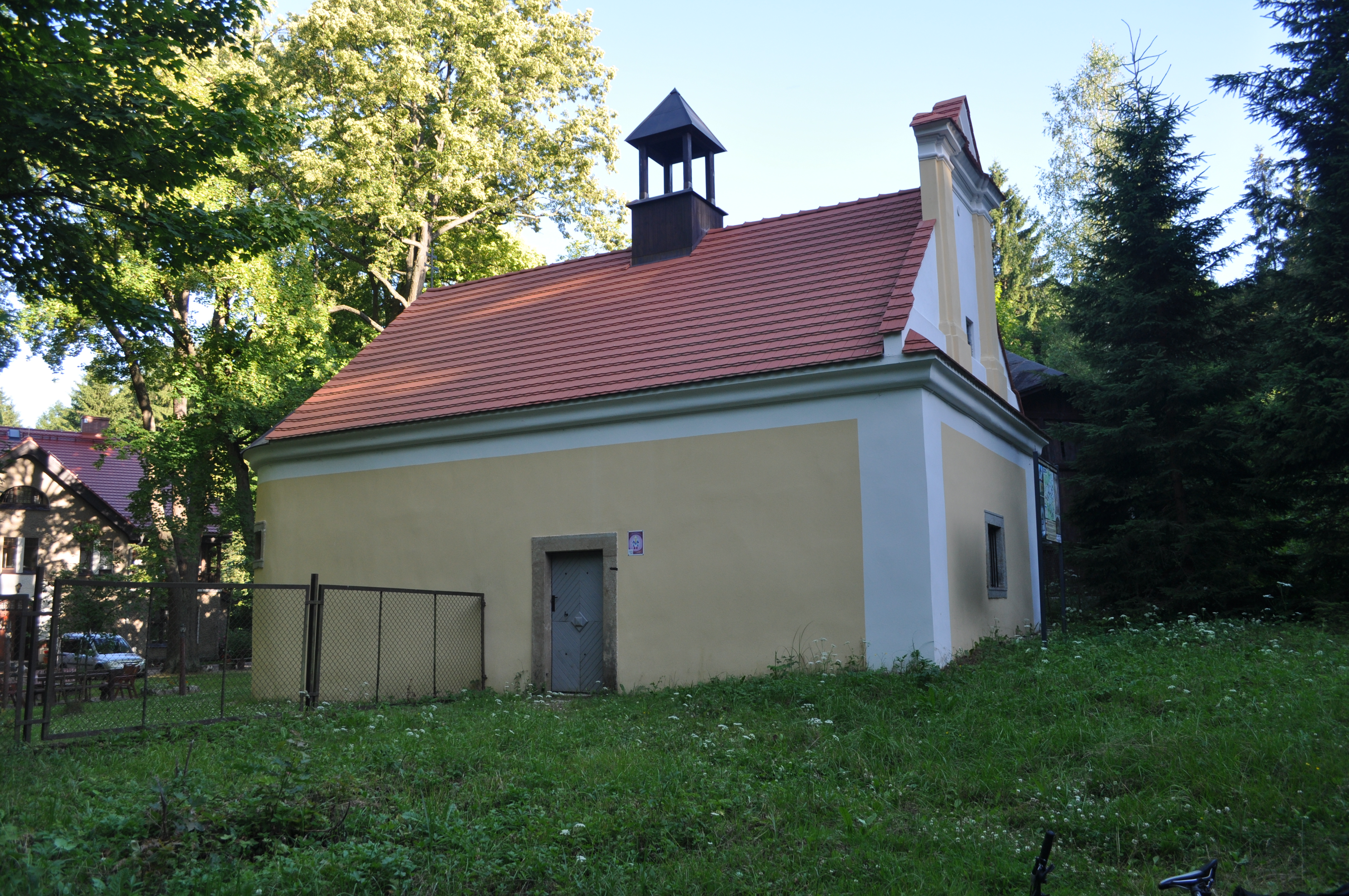
Kaplica betlejemska

Pierwsze, drewniane kaplice powstały w latach 1672-1680, jako część Kalwarii. W latach 1703–1720, wzniesiono je na nowo, już jako murowane, potem były remontowane w XIX w.. Od strony Krzeszowa, w lesie, stoi Stacja VI „Strącenie Chrystusa z mostu do Cedronu” – domkowa, zwieńczona dwuspadowym daszkiem krytym łupkiem. Do wnętrza prowadzi półkoliste wejście. Obok pawilonu stoi najokazalsza kaplica betlejemska, ze Stacją V „Ogród Oliwny”. Kaplica ma kształt małego kościółka, nakrytego dwuspadowym daszkiem z sygnaturką. Front tworzy trójkątny tympanon z naczółkiem. Do wnętrza prowadzą portale w kamiennych opaskach. Jej budowniczym był M. Schuppet. Układ wnętrza w obecnej formie pochodzi z 1810 r. i odzwierciadla Grotę Narodzenia. Wyposażenie wnętrza (podobnie jak wiele innych kaplic kalwaryjnych), było dziełem tych samych artystów, którzy pracowali przy budowie kościoła klasztornego i kościoła św. Józefa.Zachowały się tylko resztki pierwotnego wystroju, m.in. ołtarz i część figur szopki dłuta G. Schröttera, oraz sztukaterie M. Mayera. Nieco wyżej, również w lesie, stoi Stacja VII „Pocałunek Judasza” – w tym samym typie, co Stacja VI.

### Letni pawilon

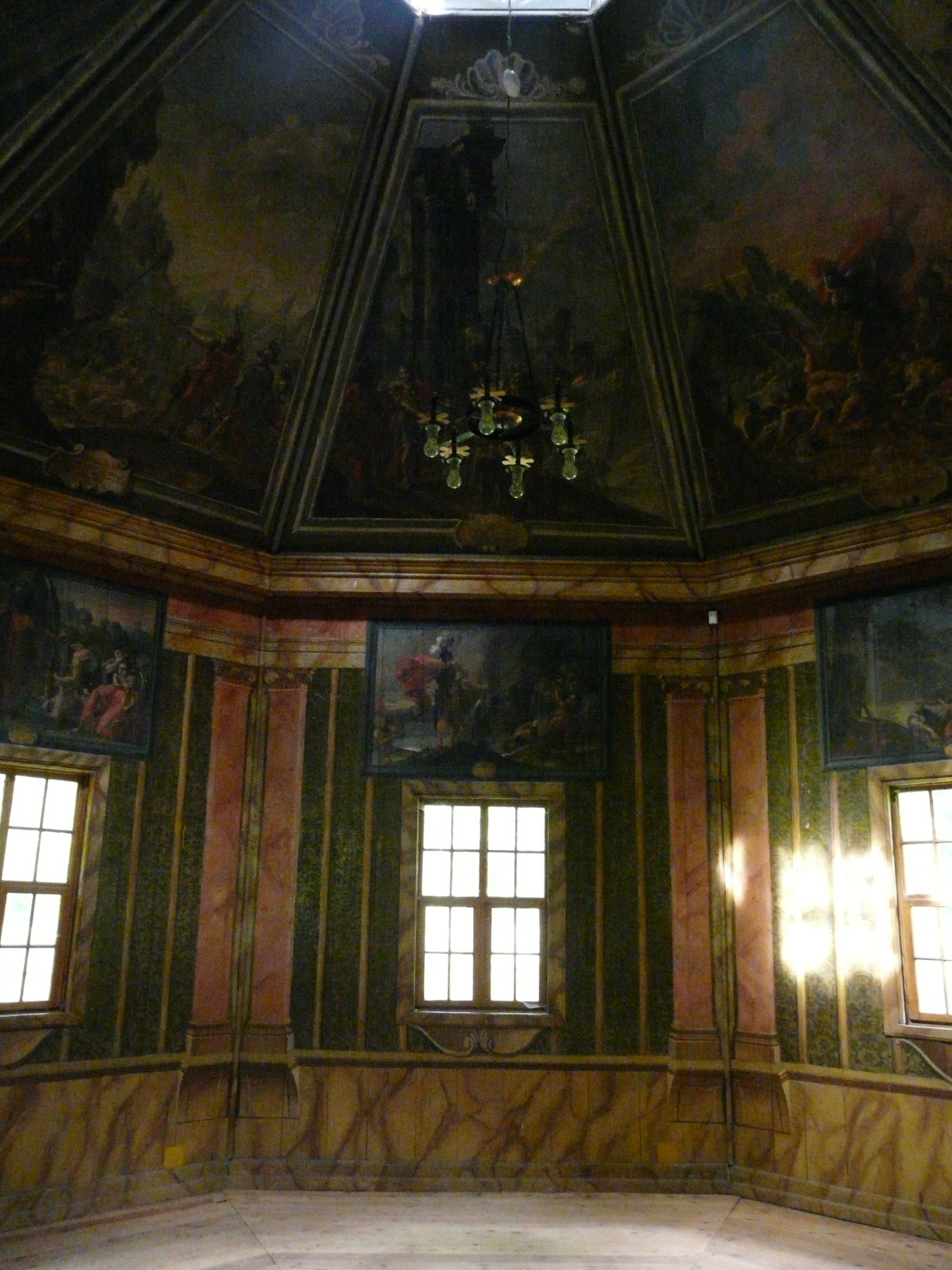
Wnętrze pawilonu

Letni pawilon opacki wzniesiony został w latach 1674-1680 na palach, na środku stawu. Jest to budowla drewniana, założona na ośmiokącie o średnicy ok. 10 m. Centralną salę otacza drewniany ganek, połączony z brzegiem krytym, dwuprzęsłowym mostkiem. Pawilon jest zwieńczony 8-bocznym dachem namiotowym nad pseudokopułą z latarnią. Całość jest kryta gontem. Ściany wnętrza pokrywa częściowo polichromia architektoniczna i marmoryzacja. W sali znajdują się malowidła tematyczne nawiązujące do Starego Testamentu, a ściślej przedstawiające sceny o tematyce wodnej. Obrazy te wg tradycji przypisywano Michałowi Wilmannowi, pracującemu na potrzeby cystersów krzeszowskich. Jednak w większości pochodzą tylko z jego pracowni, a część powstała dopiero w XIX w.. W 1977 r. pawilon poddano dość gruntownemu remontowi, powiązanemu z wymianą części elementów konstrukcji i pokrycia dachu, a w latach 1977-1993 przeprowadzono konserwację obrazów. Od 2008 roku Pawilon na wodzie jest obiektem Szlaku Sakralnej Sztuki Barokowej im. Michaela Willmanna.

### Budynek mieszkalny
Budynek jest z 1 połowy XIX w., wzniesiony jako pensjonat-gospoda, rozbudowany w 1874 r. i przebudowany w 1930 r. Założony jest na rzucie prostokąta, nakryty wysokim dachem czterospadowym. Na osi słabo zaznaczony ryzalit. Na piętrze loggie, obok parterowa sala restauracyjna.

### Dawna gospoda
Pomiędzy budynkiem mieszkalnym a kaplicą betlejemską, ciągną się zabudowania dawnej restauracji ogródkowej – parterowe o konstrukcji szkieletowej.

## Demografia
Liczba ludności Betlejem na przestrzeni lat 1910-1933